# Freddie Steward
Pour les articles homonymes, voir Steward.

a Compétitions nationales et continentales officielles uniquement.

b Matchs officiels uniquement.
Dernière mise à jour le 17 juin 2025.
Freddie Steward, né le 5 décembre 2000 à East Dereham (Angleterre), est un joueur international anglais de rugby à XV évoluant au poste d'arrière. Il joue en Premiership au sein du club des Leicester Tigers.

## Biographie

### Jeunesse et formation
Freddie Steward naît le 5 décembre 2000 à East Dereham dans le comté de Norfolk en Angleterre. Durant sa jeunesse, il grandit à Longham et il commence le rugby à XV au club de Swaffham RFC, à l'âge de dix ans il rejoint le club d'Holt RFC. Ensuite, il joue pour l'équipe de rugby de la Norwich School (en).
Initialement, il joue comme demi d'ouverture, puis comme premier centre pour ensuite être installé définitivement comme arrière à l'âge de quinze ans, lorsqu'il intègre l'Academy (centre de formation) des Leicester Tigers. 
À côté de sa carrière de rugbyman professionnel, il étudie l'économie à l'Université de Loughborough.

### Débuts professionnels et progression rapide chez les Leicester Tigers (2019-2021)
Steward fait ses débuts professionnels, le 26 janvier 2019, avec les Leicester Tigers en tant que remplaçant lors d'une défaite 47-20 contre les Northampton Saints en Premiership Rugby Cup. Deux semaines plus tard, il retourne jouer avec l'équipe des moins de 18 ans de Leicester, pour aider l'équipe à remporter un second titre successif en championnat,, dont il a fait partie de l'équipe sacrée la saison précédente, marquant notamment un essai en finale. Il fait finalement ses débuts en Premiership, en tant que remplaçant contre les Sale Sharks, le 8 mars suivant. 
Le site anglais Rugbypass le désigne comme l'un des joueurs prometteurs à surveiller pendant la saison 2019-2020 de Premiership. Il lui faut attendre la saison suivante pour connaître son premier match à Welford Road, l'antre des Tigers, lors d'une victoire contre les Exeter Chiefs en Premiership Rugby Cup (en), le 27 septembre 2019. Durant le mois de novembre, il est prêté pour une rencontre au club d'Ampthill RUFC. Un mois plus tard, il inscrit son premier essai en professionnel, contre Calvisano en Challenge européen. À partir de février 2020, il représente l'équipe d'Angleterre des moins de 20 ans pour le Tournoi des Six Nations des moins de 20 ans 2020, il dispute les quatre premières journées et inscrit un essai contre l'Écosse. Mais le tournoi est annulé après la quatrième journée à cause de la pandémie de Covid-19. Par la suite, de retour avec son club, il inscrit son premier essai en championnat contre Sale lors de la 18e journée.
La saison suivante, il devient le titulaire du club au poste d'arrière, il joue notamment vingt-trois matchs dont vingt-et-un comme titulaire. Il est titulaire lors de la défaite en finale de Challenge européen contre Montpellier.

### Titulaire avec leXV de la Roseet champion d'Angleterre (depuis 2021)
Steward est ensuite sélectionné pour la première fois avec l'équipe d'Angleterre lors des tests d'été 2021. Il honore ses deux premières capes comme titulaire contre les États-Unis, puis le Canada.
La saison 2021-2022 est celle de la confirmation pour Steward, il est toujours titulaire avec son club et également avec le XV de la Rose, il réalise une bonne saison. En novembre 2021, il est sélectionné pour les tests d'automne, où il fait forte impression, il inscrit notamment son premier essai international contre l'Australie, ainsi qu'un autre contre l'Afrique du Sud lors des victoires anglaises. En décembre, il inscrit son premier essai en Coupe d'Europe contre le Connacht. Au printemps, Il est retenu pour le Tournoi des Six Nations 2022 où il prend part aux cinq rencontres, dont toutes comme titulaire. Il est positionné au poste d'ailier lors de l'ultime journée contre la France et inscrit notamment son premier essai dans le Tournoi. Avec les Leicester Tigers, son équipe est défaite en quart de finale de Coupe d'Europe contre le Leinster. En championnat, Leicester fait une bonne saison, ils se qualifient pour les demi-finales et écartent Northampton avec un essai de Steward notamment. En finale, il est titulaire et ils battent les Saracens pour remporter le premier titre du club en championnat depuis 2013. Cette saison-là, il inscrit huit essais en vingt-et-une rencontres. En mai, il est nommé pour le titre du Jeune Joueur de l'Année en Premiership par la Rugby Players' Association (en), il est également inclus dans l'équipe de la saison des moins de 23 ans de cette association. L'été suivant, il est sélectionné pour la tournée en Australie et est l'auteur de bonnes performances,.
Pour son premier match de championnat 2022-2023, il inscrit un triplé dans le 250e derby des Midlands de l'Est contre Northampton et contribue à la victoire 41-21 de son équipe. Le 28 septembre 2022, il signe une prolongation de contrat avec son club. Le sélectionneur anglais, Eddie Jones, le retient pour les tests de novembre, il est titulaire lors des quatre rencontres et inscrit deux essais, dont un contre la Nouvelle-Zélande lors du match nul 25-25 alors que les All Blacks menaient 25-6 à la 70e minute. Le même mois, il est nommé dans l'équipe World Rugby de l'année 2022 au poste d'arrière. Le nouveau sélectionneur du XV de la Rose, Steve Borthwick, le retient dans sa première sélection de 36 joueurs pour disputer le Tournoi des Six Nations 2023. Il est titulaire durant les cinq rencontres du Tournoi, mais son équipe réalise un Tournoi décevant avec seulement deux victoires et termine à la quatrième place. Il inscrit son septième essai en sélection lors de la cinglante défaite, 53-10, à domicile contre le XV de France. Lors de la dernière rencontre face aux Irlandais, il écope d'un carton rouge, jugé sévère pour beaucoup, pour une charge sur Hugo Keenan, toutefois ce carton est annulé après la rencontre, de ce fait il est directement requalifié pour jouer en club après la rencontre. En fin de saison, son club est successivement éliminé de la Champions Cup en quart de finale face au Leinster, puis de la Premiership en demi-finale par les Sale Sharks, il est titulaire lors de ces deux rencontres. Avec son club, il dispute seize matchs et inscrit quatre essais durant la saison.
Fin juin 2023, il est de nouveau sélectionné avec l'Angleterre dans un groupe de 41 joueurs pour les matchs de préparation à la Coupe du monde 2023,. Finalement, début août, il est définitivement sélectionné pour la Coupe du monde. Aligné comme titulaire lors des deux premiers matchs de poule, il inscrit son premier essai en Coupe du monde contre le Japon. Il dispute ensuite une troisième rencontre contre les Samoa mais n'est pas retenu pour le quart de finale contre les Fidji, Marcus Smith lui étant préféré. Toutefois, il est titularisé pour la demi-finale contre l'Afrique du Sud. Lors de ce match, il se montre précieux sous les ballons hauts en dominant les sud-africains dans ce domaine, toutefois son équipe est tout de même battue d'un point 16 à 15 par ces derniers. En fin de compétition, cette fois-ci titulaire sur l'aile droite, il remporte la finale pour la troisième place contre l'Argentine sur le score de 26 à 23.
En novembre 2023, pour son premier match de la saison 2023-2024, il inscrit un doublé face aux Harlequins en Premiership mais son équipe est défaite. En janvier 2024, il est sélectionné pour le Tournoi des Six Nations. Après avoir participé au succès anglais lors de la première journée à l'extérieur contre l'Italie, il est l'auteur d'une bonne performance lors de la deuxième en faisant notamment preuve de fiabilité sous les ballons hauts lors du succès des siens 16 à 14 contre le pays de Galles.

## Statistiques

### En club
| Saison    | Club             | Compétition                | Matchs | Points | Essais |
| --------- | ---------------- | -------------------------- | ------ | ------ | ------ |
| 2018-2019 | Leicester Tigers | Championnat d'Angleterre   | 1      | -      | -      |
| 2018-2019 | Leicester Tigers | Premiership Rugby Cup      | 1      | -      | -      |
| 2019-2020 | Leicester Tigers | Championnat d'Angleterre   | 6      | 8      | 1      |
| 2019-2020 | Leicester Tigers | Challenge européen         | 2      | 5      | 1      |
| 2019-2020 | Leicester Tigers | Premiership Rugby Cup (en) | 2      | -      | -      |
| 2020-2021 | Leicester Tigers | Championnat d'Angleterre   | 18     | 5      | 1      |
| 2020-2021 | Leicester Tigers | Challenge européen         | 5      | -      | -      |
| 2021-2022 | Leicester Tigers | Championnat d'Angleterre   | 16     | 30     | 6      |
| 2021-2022 | Leicester Tigers | Coupe d'Europe             | 5      | 10     | 2      |
| 2022-2023 | Leicester Tigers | Championnat d'Angleterre   | 11     | 20     | 4      |
| 2022-2023 | Leicester Tigers | Champions Cup              | 5      | -      | -      |
| 2023-2024 | Leicester Tigers | Championnat d'Angleterre   | 7      | 15     | 3      |
| 2023-2024 | Leicester Tigers | Champions Cup              | 2      | -      | -      |
| Total     | Total            | Total                      | 81     | 93     | 18     |

### Statistiques en équipe nationale
Au 12 novembre 2024, Freddie Steward compte 35 capes en équipe d'Angleterre, dont 35 en tant que titulaire, depuis ses débuts contre les États-Unis le 4 juillet 2021. Il a inscrit huit essais, quarante points.
Il participe à une édition de la Coupe du monde en 2023, il dispute cinq rencontres en tant que titulaire et inscrit un essai.
| Année | Compétition    | Matchs | Points | Essais |
| ----- | -------------- | ------ | ------ | ------ |
| 2021  | Test matchs    | 5      | 10     | 2      |
| 2022  | Six Nations    | 5      | 5      | 1      |
| 2022  | Test matchs    | 7      | 15     | 3      |
| 2023  | Six Nations    | 5      | 5      | 1      |
| 2023  | Test matchs    | 4      | 0      | 0      |
| 2023  | Coupe du monde | 5      | 5      | 1      |
| 2024  | Six Nations    | 2      | -      | -      |
| Total | Total          | 33     | 40     | 8      |

| Numéro | Date              | Lieu                          | Adversaire       | Compétition                  | Résultat | Score |
| ------ | ----------------- | ----------------------------- | ---------------- | ---------------------------- | -------- | ----- |
| 1      | 13 novembre 2021  | Stade de Twickenham, Londres  | Australie        | Test match                   | Victoire | 32-15 |
| 2      | 20 novembre 2021  | Stade de Twickenham, Londres  | Afrique du Sud   | Test match                   | Victoire | 27-26 |
| 3      | 19 mars 2022      | Stade de France, Saint-Denis  | France           | Tournoi des Six Nations 2022 | Défaite  | 25-13 |
| 4      | 16 juillet 2022   | Sydney Cricket Ground, Sydney | Australie        | Test match                   | Victoire | 17-21 |
| 5      | 12 novembre 2022  | Stade de Twickenham, Londres  | Japon            | Test match                   | Victoire | 52-13 |
| 6      | 19 novembre 2022  | Stade de Twickenham, Londres  | Nouvelle-Zélande | Test match                   | Nul      | 25-25 |
| 7      | 11 mars 2023      | Stade de Twickenham, Londres  | France           | Tournoi des Six Nations 2023 | Défaite  | 10-53 |
| 8      | 17 septembre 2023 | Stade de Nice, Nice           | Japon            | Coupe du monde               | Victoire | 34-12 |

## Palmarès

### En club
- Vainqueur du Championnat d'Angleterre en 2022 avec les Leicester Tigers.
- Finaliste du Challenge européen en 2021 avec les Leicester Tigers.

### En équipe nationale
- Troisième de la Coupe du monde en 2023 avec l'équipe d'Angleterre.

#### Tournoi des Six Nations
| Édition          | Rang | Résultats Angleterre | Résultats Steward | Matchs Steward |
| ---------------- | ---- | -------------------- | ----------------- | -------------- |
| Six Nations 2022 | 3e   | 2 v, 0 n, 3 d        | 2 v, 0 n, 3 d     | 5/5            |
| Six Nations 2023 | 4e   | 2 v, 0 n, 3 d        | 2 v, 0 n, 3 d     | 5/5            |

Légende : v = victoire ; n = match nul ; d = défaite ; la ligne est en gras quand il y a Grand Chelem.

### Distinctions personnelles
- Membre du XV de l'année World Rugby en 2022.